# I Am the Night
I Am The Night es el tercer álbum de la entonces banda de heavy metal Pantera, lanzado en 1985. Este álbum, es donde algunas influencias en cuanto a la velocidad y la pesadez al puro estilo de Twisted Sister o W.A.S.P se hacían más evidentes, sobre todo en la pista "Down Below", que en el posterior álbum (Power Metal), volvería a grabarse con el nuevo vocalista, llamado Phil Anselmo. También, fue el último álbum con el vocalista Terry Glaze.

## Lista de canciones
Todas las canciones escritas y compuestas por Pantera. 
| Side one |                                                         |          |  |
| N.º      | Título                                                  | Duración |  |
| 1.       | «Hot and Heavy»                                         | 4:06     |  |
| 2.       | «I Am the Night»                                        | 4:27     |  |
| 3.       | «Onward We Rock!»                                       | 3:56     |  |
| 4.       | «D*G*T*T*M (instrumental)» (Darrell Goes to the Movies) | 1:43     |  |
| 5.       | «Daughters of the Queen»                                | 4:16     |  |

| Side two |                     |          |  |
| N.º      | Título              | Duración |  |
| 6.       | «Down Below»        | 2:49     |  |
| 7.       | «Come-On Eyes»      | 4:13     |  |
| 8.       | «Right on the Edge» | 4:06     |  |
| 9.       | «Valhalla»          | 4:05     |  |
| 10.      | «Forever Tonight»   | 4:10     |  |

## Miembros

### Pantera
- Terry Glaze - Voz
- Diamond Darrell (Dimebag Darrell) - Guitarra
- Rexx Rocker (Rex Brown) - Bajo
- Vinnie Paul - Batería

### Producción
- Jerry Abbott  - productor, ingeniero, mezcla
- Tom Coyne  - masterización
- Grabado y mezclado en Pantego Sound, Pantego, Texas